# Jože Žabkar
Jože Žabkar, slovenski učitelj matematike in fizike, * 20. januar 1900, Krško, † 21. marec 1985, Ljubljana.

## Življenje in delo
Jože Žabkar, sin  šolskega sluge Jožefa in Jožefe (rojena Ponikvar) ter brat profesorja matematike Albina Žabkarja, je obiskoval  učiteljišče v Ljubljani (1915–1919), tu opravil strokovni (1921) in usposobitveni izpit (1923) za poučevanje na meščanskih šolah. Učil je matematiko in fiziko na meščanski šoli v Krškem (1919–1941), med vojno je bil sprva brez zaposlitve, nato je v Črnomlju (1944–1945) učil na meščanski šoli in gimnaziji na osvobojenem ozemlju ter bil član šolskega odseka SNOS. Od osvoboditve do 1946 je delal na Minstrstvu za prosveto Ljudske republike Slovenije, potem učil v Ljubljani na VI. državni gimnaziji (1947) in učiteljišču (1947–1950). Od 1950 je bil inšpektor za matematiko in fiziko v osnovnih šolah, od 1956 sodelavec Sveta za šolstvo LRS. Leta 1962 se je upokojil. Sam in s soavtorji je napisal okoli 10 učbenikov za matematiko za višje razrede osnovnih šol in nižje razrede srednjih šol in fiziko za nižje razrede srednjih šol ter objavljal članke o poučevanju matematike. Leta 1962 je bil odlikovan z redom dela s srebrnim vencem.